# Luís Carlos Patraquim
Luís Carlos Patraquim (Maputo, 26 mars 1953) est un écrivain et journaliste mozambicain.
Il s'est réfugié en Suède en 1973. Après son retour en 1975, il travaille pour le journal A Tribuna, pour l'Agência de Informação de Moçambique (AIM), pour l'Instituto Nacional de Cinema de Moçambique (INC) et pour le journal Tempo.
Il s'installa au Portugal en 1986

## Œuvres
- Monção. Lisboa e Maputo. Edições 70 e Instituto Nacional do Livro e do Disco, 1980
- A inadiável viagem. Maputo, Association des écrivains mozambicains, 1985
- Vinte e tal novas formulações e uma elegia carnívora. Lisboa, ALAC, 1992.

Prefácio de Ana Mafalda Leite
- Mariscando luas. Lisboa, Vega, 1992

Com Chichorro (ilustrações) e Ana Mafalda Leite
- Lidemburgo blues. Lisboa, Editorial Caminho, 1997
- O osso côncavo e outros poemas (1980-2004). Lisboa, Editorial Caminho, 2005
- Antologia de poemas dos livros anteriores e poemas novos. Com um texto de Ana Mafalda Leite: O que sou de sobrepostas vozes

- Pneuma Lisboa, Editorial Caminho, 2009
- A Canção de Zefanías Sforza (romance) Porto, Porto Editora, 2010
- Antologia Poética. Belo Horizonte, Editora UFMG, 2011. Coleção Poetas de Moçambique

Antologia de poemas dos livros anteriores e poemas novos.
Com posfácio de Cíntia Machado de Campos Almeida : Incursões de um poeta 'nas veias em fúria da memória'

### Théâtre
- Karingana
- Vim-te buscar
- D'abalada
- Tremores íntimos anónimos (avec António Cabrita)

## Prix
- Prémio Nacional de Poesia de Moçambique (1995)

## Sources et liens externes
- Notices d'autorité :   - VIAF
  - ISNI
  - BnF (données)
  - IdRef
  - LCCN
  - GND
  - Pays-Bas
  - NUKAT
  - WorldCat

- (pt) Cet article est partiellement ou en totalité issu de l’article de Wikipédia en portugais intitulé « Luís Carlos Patraquim » (voir la liste des auteurs).
- Mexia, Pedro. Novas formulações moçambicanas
- Saúte, Nelson; Sopa, António (compiladores). A Ilha de Moçambique pela voz dos poetas
- (pt) |3=Alguns poemas
- Lusofonia.com.sapo.pt